# Lac Caribou
Le lac Caribou est un lac situé dans la municipalité de Saint-Joseph-de-Coleraine, dans la MRC des Appalaches, dans la région administrative de Chaudière-Appalaches. Il est traversé par la rivière Ashberham qui prend sa source sur le flanc sud des Collines de Bécancour. La décharge du lac traverse le Petit lac Saint-François, avant de rejoindre le Grand lac Saint-François, source de la rivière Saint-François qui rejoint le fleuve Saint-Laurent.

## Géographie
Sa superficie est d'environ 368 acres, son altitude de 335 mètres et sa profondeur maximale est de 4,88 mètres. La route 112 donne accès au lac.